# Ratio decidendi
Eine Ratio decidendi (lateinisch „Entscheidungsgrund“) oder englisch holding  bedeutet die rechtliche Begründung einer Gerichtsentscheidung. Sie umfasst die tragenden Gründe für die Entscheidung. Den Gegensatz bildet das obiter dictum, „beiläufig Genanntes“.
Die ratio decidendi konzentriert sich auf die wesentlichen Gesichtspunkte einer gerichtlichen Entscheidung, welche nach Martin Kriele als generell-abstrakte Regel (ausdrücklich) formuliert wird.